# Eburia juanitae
Eburia juanitae là một loài bọ cánh cứng trong họ Cerambycidae.